# 魔法のステージファンシーララ
『魔法のステージ ファンシーララ』（まほうのステージ ファンシーララ）は、1998年4月5日から9月27日まで、テレビ東京系列で毎週日曜9:30 - 10:00（JST）に全26話が放送された、テレビ大阪・ぴえろ制作のテレビアニメ。ぴえろ魔法少女シリーズの5作目に当たる。

## 概要
シリーズ前作『魔法のアイドルパステルユーミ』（1986年）から12年を経て、放送局を日本テレビ系列からテレビ東京系列に移す形で制作された本作品は、前述の通り「ぴえろ魔法少女シリーズ」の新作であると同時に、「ぴえろ創立20周年記念作品」「ぴえろ魔法少女シリーズ開始15周年記念作品」としても大々的に宣伝された。主演と主題歌の歌唱担当として、当時アイドルだった大森玲子が起用されているが、大森の当時の所属事務所であったホリプロは、本作品の制作には関与していない。
本作品に関連して、1986年から文具商品として展開された『魔法のデザイナーファッションララ』と『魔法のステージ アイドルココ』が、本作品の前身であるとする見解も存在する。1988年にはこの『ファッションララ』を原作としたOVA『ハーバーライト物語』も制作され、発表当時は同作品がシリーズ5作目として宣伝された。一方でこれについて、本作品の担当プロデューサーは『ファッションララ』のぬりえもビデオも特に参考資料として使ったことはなく、「直接参考にしたのは名前、ピグモグ、魔法のペンの三点」であること、また「スケッチブックに自分の着てみたい衣装のデザインを描くということを魔法に関連させるアイデアを得た」程度であることを、本作品の放送された1998年時点で証言しており、本作品とはほとんど関係ないことがぴえろの公式サイトにて紹介されていた。また2022年現在、ぴえろの公式サイト上では前述の通り本作品がシリーズ5作目として扱われている。
シリーズ構成を担当した望月智充は、放送期間の延長も想定して4クール（52話）の放送も視野に入れたストーリーを構想していたが、視聴率が最高4.7%、最低1.8%、平均2.7%と振るわず、前作まで行われていた玩具メーカーとのタイアップもなかったため、結局2クール（全26話）で終了した。
主人公が魔法で変身し、アイドルとして芸能界を舞台に活躍するという点は、『魔法の天使クリィミーマミ』および『魔法のスターマジカルエミ』を、魔法のアイテムがペンである点は『魔法のアイドルパステルユーミ』のコンセプトを受け継いでいる。また、ララに変身して服などを変えることで様々な姿に扮しており、『魔法の妖精ペルシャ』のようなコスプレ的な要素も含まれている。作風としては、『エミ』同様に日常描写を掘り下げて描いており、魔法を使って変身するシーンなども回が進むにつれ省略されることが多くなっていった。

## ストーリー
主人公・篠原みほは、漫画が好きで少し空想癖のある小学3年生の少女。ある日みほは、異世界「時間（とき）の記憶」にすむ妖精・ピグとモグに出会う。人間の世界に迷い込んでしまったピグとモグは、しばらくの間みほの家に匿われることになり、そのお礼としてみほに魔法のペンとスケッチブックを預ける。魔法の力により15歳くらいの姿に変身したみほは、ファッションモデルにスカウトされ、ファンシーララとしてデビューすることになる。

## 魔法
変身の魔法と、描いたものを実体化させる魔法を使うことができる。魔法のペンを使ってスケッチブックに実体化させたいものを描き、「ダブダブ」と呪文を唱えることで描かれたものが実体化する。実体化したものを消す時は「ブカブカ」と呪文を唱えるか、ページを開いた状態のスケッチブックの上に実体化させたものを置き上から力を加えそのまま閉じる。ただし先に実体化させていたものがあった場合には、一緒にそれらも消えてしまうことになる。作中では主にララとしての服などを実体化させるのに使用しているが、子猫のような動物の実体化も可能である（第8話）。
ペンには鎖がついており、主人公のみほはこれでスケッチブックにつけてリュックにしまっている。変身の際には鎖に両手を通し、この状態で手を動かしながら「時の記憶に思いを込めて、今、ファンシーララに、華麗なる、成長～」と呪文を唱えて両手を掲げることでみほはファンシーララへと「華麗なる成長」を遂げ、変身が完了する。本作品では変身後のプロポーションに合わせて服装が変化することはないので、みほは先に変身後のサイズに見合った服を描き、それに着替えてから変身を行っている。
前述の通り、変身シーンは回が進むにつれて省略されていった他、変身後の衣装もオープニングの変身シーンのように毎回固定されている訳ではなく、毎回変身シーンを入れると先に服を着替えた上で変身をするという設定からその都度服を描き直さなくてはならず、『エミ』や『ユーミ』のように変身シーンをバンクシーンとして利用することもなかった。

## 登場人物

### 篠原家
篠原 みほ（しのはら みほ）
声 - 大森玲子
本作品の主人公。9歳。藤が丘小学校に通う小学3年生で、クラスは3組。将来の夢は漫画家で、「ファンシーララ」という漫画も描いている。また、アイドル歌手にも憧れを抱いている。妖精ピグとモグから魔法のアイテムとしてペンとスケッチブックをもらい、自分が描いている漫画の主人公・ファンシーララの姿に変身できるようになった。
「夢見る少女」で、自分の理想や願望を想像してはそれに陶酔していることもしばしば。変身してララになってもそれは変わらない。内気な性格で、第1話での自己紹介ではあがってしまったほか、知らない人に話し掛けるのも苦手である（第16話）。また、超常現象に興味をもち、幽霊や河童などの存在を信じている。第17話において父の田舎でTV局の取材を受けた際に「河童を見た」と言ったことで、新聞部所属の双子の姉妹・二木サヤカ（ふたつきサヤカ）・アスカ（声 - 横山智佐、かないみか）から徹底的にマークされてしまった（第22話）。
ファンシーララ
みほの成長した姿。彼女の未来像を反映したものであり、名前は自分の描いている漫画の主人公にちなむ。ララへの変身後はスタイル抜群の女性の姿に「成長」するだけでなく、青髪（母方の遺伝）で髪型もショートカットになる。なお、歌を歌うときはウイッグをつけてストレートヘアになる。年齢は本人曰く「15歳くらい」としているがどうみても十代後半。変身後のプロポーションは身長166センチ、バスト82センチ、ウェスト56センチ、ヒップ82センチ、足のサイズ23センチで、身長は姉のちさよりも高くなる。
肉体的に成長した影響で精神面では普段のみほでは、躊躇してしまう事なども勢いで大胆にできてしまう事が多い。また物腰も若干落ち着き積極的になる。その反面経験不足からくるアドリブの弱さや浮世離れした天然な言動もみられる。仕事に対する意識は結構高い。思春期特有の独特な感性も成長によって顕著になる。
第2話で変身した姿で原宿に出かけた際、リリカルプロ社長の羽根石由美の目に留まり、専属モデルとなる。これによりララとして芸能活動を行い収入を得ることとなったが、ほとんど２匹のペットのえさ代に消えている。
モデル、キャンペーンガール、番組の進行などの「下積み経験」を経て歌手デビューも果たし（第9話）、芸能界デビューから半年という速さでファーストコンサートを開くまでになった（第24話）。けれども突如周囲の人々の前から謎の失踪を遂げる（第25話）。
ピグ、モグ
声 - 安達忍、根谷美智子
「時間の記憶」という異世界から来た恐竜の妖精。みほに魔法のアイテムを授けた。人間のいる世界に迷い込んだため、みほの部屋に居候することになる。第3話でララのギャラがすべて食事代に回されていることや、お寿司が好物といったことからそれなりに食事代がかかる模様。みほと行動を共にするときは、星型のイヤリングや腕輪などのアクセサリーに姿を変えている。みほ以外に誰もいないときには元の姿に戻るが、突然ほかの人物が現れたときにはぬいぐるみのふりをする。
ピグはオスで体色は薄いブルー。尻尾に☆がついている。公式サイトでは「毒舌家で気分屋」と紹介されており、時にはみほにキツいことを言うこともある。非常に食いしん坊でいつもおなかをすかせている。
モグはメスで体色は薄いピンク。左側の耳に☆がついている。性格はピグよりも落ち着いている。
篠原 洋一郎（しのはら よういちろう）
声 - 星野亘
みほの父。42歳。考古学者で、2階奥の書斎で仕事をしていることが多い。おっとりした性格で、体格はやや太めの中年体型。メガネをかけている。みほが2歳の頃はまだ若く、現在のように太ってはいなかった（第19話）。少年期は、実家の両親（後述）の弁によると山でいろんなものを見つけて拾ってきては、空想を膨らませる子だったという（第17話）。
第16話で自分の実家にみほが一人で旅行に行く際には、細かい計画表を用意するといった一幕も。
飴川という片田舎に実家があり、両親である篠原一郎（声 - 品川徹）と篠原洋子（声 - みきさちこ）が暮らしている。みほからは父方の祖父母にあたる。
篠原 真実子（しのはら まみこ）
声 - 榊原良子
みほの母。39歳。放送関係のアルバイト経験を経て、現在はエクランTVの企画編成部で仕事をしている。番組のプロデュース業が主な仕事で、現場では「鬼の篠原」と呼ばれている。仕事が忙しいために家に戻れないことも多い。
家庭では仕事の話などはせず、持ち込むようなこともしない。ちさがみほに語ったところによれば、これは彼女が家庭を大切にしているからである。
第20話は彼女にスポットを当てたエピソードとなっており、ララとして母の仕事現場を目の当たりにしたみほは今まで知らなかった母の姿に戸惑いを覚えることとなった。
篠原 ちさ（しのはら ちさ）
声 - 柊美冬（現・石村知子）
みほの姉。16歳。六の宮高校一年生で、今市というボーイフレンドがいる。優等生でしっかり者のお姉さんで、みほのことは姉として大切にしている。公式サイトの紹介で「近所では評判の美少女」とあるように、みほや太郎のクラスメイトの男子は「篠原（みほ）と違って美人」とその容貌を褒める発言をしている。また、第23話では森尾（声 - 森川智之）という男の子からデートに誘われている。
19話では彼女の幼少時の姿が描かれ、現在のみほと同じ小学3年生に迷子になって泣き出したり、自分のしてしまったおねしょをまだ2歳のみほがしたことにするといった一面も描かれた。

### 藤が丘小学校3年3組
みほのクラスメイト達。
吉田 太郎（よしだ たろう）
声 - 山口勝平
みほの幼馴染の少年。みほはフルネームで呼んでいる。第3話で人気タレント・夢野美樹のいとこであることが判明する。がさつで乱暴なところがあり、しばしばみほにちょっかいを出しているため、彼女からの印象はよくない。少年野球の所属チームは「ガンバローズ」で、「ブラッキーズ」のエース･星沢（声 - 柊美冬）とはライバル。そんな彼の将来の夢は野球選手である（第24話）。第21話において算数の答案で25点となっていることから、勉強は苦手のようである。
一年生の時に「みほとけっこん」と願い事を紙に書いており（第7話）、みほのことが気になっている。なお、みほの姉・ちさには幼少時にからかわれたこともあり、彼女のことは苦手である（第19話）。
ララのデビューシングルの購入者第1号（第10話）。24話ではみほはララに変身して彼の前に現れ、ファーストコンサートのチケットを直接手渡している。
結城 あきる（ゆうき あきる）
声 - 南央美
みほの親友。体型はややぽっちゃり気味だが、そんな彼女の将来の夢は女優で「必要であれば脱ぐ」とも。学校が終わるとすぐ帰ってしまうみほのことを「付き合いが悪い」と感じている。テレビの視聴者参加番組にみほと一緒に出演した際には、ララのオーディションのため頻繁にいなくなるみほの分まで大食い競争で頑張り過ぎた結果、救急車で病院に運ばれてしまった（第5話）。第10話では太郎のみほに対する態度から「本当はみほのことが好きなのでは」と推察しており、勘のよいところを見せる。
担任の朝霞先生のやさしいところが好き（第21話）。
野崎 あんな（のざき あんな）
声 - 飯塚雅弓
ややツンとすました感じの女の子。得意料理はパスタ。町内の七不思議には詳しいが幽霊の話などは苦手で、怖がりなところがある（第7話）。第24話で将来の夢は外交官と語っている。
第1話では、自己紹介する自分の姿を机の上に落書きしているみほに対してムッとした表情をしていたが、その後彼女に対して特に嫌悪感を露にする描写はなく、みほ達と一緒に行動するようになった。イタズラ好きな一面もあり、太郎の願い事が書かれた紙を見つけたあんなは、黒板に太郎とみほの名前を入れた相々傘を描いてクラスメイトの反応を楽しんでいた（第7話）。最終回では、みほの真似をして太郎の名前を呼び、あきると一緒にからかったりもしている。
朝霞 勝之進（あさか かつのしん）
声 - 宮本充
みほの担任の先生。30歳で独身。メガネをかけた優男といった風貌をしている。穏やかな性格でみほ曰く「頼りない」。かつてはみほの姉・ちさの小学校時代の担任でもあった。
実家には母・朝霞鶴子（声 - 山本道子）がおり、サチコというヤギが飼われている（第21話）。
趣味は太極拳。また、宿直のときには家庭科室でショパンを聞きながら料理をするのをひそかな楽しみとしている（第7話）。
第21話は彼にスポットと当てたエピソードとなっている。独身生活が長いため、それを案じた実家の母からお見合い写真を送られて来たり、購入したばかりの携帯電話での母との会話から、それを目撃した教え子の古畑三郎（声 - 安達忍）が教育実習生の黛ゆか（声 - 麻丘夏未）とは別にサチコという女性と交際しているのでは、と推理したことでみほ達から二股交際を疑われることになった。

### 芸能関係者
羽根石 由美（はねいし ゆみ）
声 - 田中敦子
リリカルプロの社長で元モデル。原宿で見かけたララの姿を見てそのスター性を確信し、急病で仕事に出られなくなったモデルの穴埋め要員としてララを撮影現場に連れて来た。撮影終了後に「このまま縁を失いたくない」としてララに自分の携帯電話を渡し、以後ララを自社の専属モデルとして積極的に売り出すようになる。
第15話は彼女にスポットを当てたエピソードとなっており、バツイチであることが明かされた。かつての夫は、人気タレント相川ひろやのバックバンドを務めるギタリスト・岸（声 - 中村彰男）。また、彼との間に生まれた子に達平（声 - 亀井芳子）という5歳くらいの男の子がおり、離婚後は岸に引き取られたがその後も時々会っている。
菅野 江美子（かんの えみこ）
声 - 金沢映子
リリカルプロの常駐スタッフとして、経理などのデスクワーク全般を担当する。メガネをかけており、主に青いチャイナ服を着用している。
ハンドルを握ると性格が変わり、スピードを出しすぎたためにヨシオの車をオーバーヒートさせてしまった（第13話）。
川口 理々香（かわぐち りりか）
声 - 根谷美智子
リリカルプロ所属スタッフの一人で、ララとはいいコンビ。第5話よりララのマネージャーを担当することとなる。ララが現場にくるのが遅いため、ヒヤヒヤさせられることもしばしば。ミーハーな性格でデートの予定作りには余念がなく、本人曰く本命の彼とは別に交際している男性がいるとのこと。
第13話で彼女が語ったところによれば、リリカルプロに入社した動機は「自分の名前と社名が似ていたから」とのことである。
ヨシオ
声 - 上田祐司（現・うえだゆうじ）
リリカルプロ所属のスタッフの一人で、アシスタントとしてスカウトなどを担当する。コメディリリーフの役回りで、理々香によくどつかれている。ララのファンで本人曰く「ララはボクの女」だが、本人の意気込みに反して彼女からはそうした対象には見られていない。
コミさん
声 - 成田剣
本名は小宮山（第15話で判明）。ララの専任スタイリストで、彼女のよき相談相手である。中性的な雰囲気を持ち、オネエ言葉で話す。スタイリストとして外見上の魅力を引き出すだけでなく、その巧みな話術でララに自信を与える。
初登場は3話。初のテレビ出演で元女子プロレスラー・ブルドッグ岩田（声 - くじら）と対戦することとなり、出演を戸惑うララに「芸能界は楽しんだ人の勝ち」と芸能界で活躍する上でのアドバイスをした。
10話でのララとの会話において、自分の心の中に少女がいることを自覚したとする旨を語っており、最終回で彼の意外な過去が判明する。
夢野 美樹（ゆめの みき）
声 - 草地章江
ファイブスタープロ所属の美少女タレント。第6話より本格的に登場。新人のララと初めて仕事をして以来、彼女をライバル視するようになる。子役の頃から芸能界で活躍しており、みほの母・真実子にはずいぶんと面倒を見てもらっていた。真美子からは子役時代の役名である「つばさちゃん」と呼ばれている。いとこの太郎からは「ミキ姉」と呼ばれ、彼にとっては姉貴分である。
みほは真美子の娘、太郎はいとこということもあって、2人の前では優しいお姉さんとして振舞っている。仕事場では一転してわがままなところを見せるが、ララと一緒に仕事をした売れないタレントコンビ安西涼子（声 - 三石琴乃）と増田さりな（声 - 岡村明美）の弁によれば、スタッフの受けはいいらしい。
鳴海 麻生（なるみ あさお）
声 - 梁田清之
ファイブスタープロの社長で、第6話より登場。リリカルプロの羽根石由美とは犬猿の仲である。ララのことを「ミミちゃん」と呼ぶなど、嫌味な態度が目立つ。第13話でリリカルプロに電話をかけている際に登場した自分の事務所は、ヤクザの事務所のような雰囲気だった。
相川 ひろや（あいかわ ひろや）
声 - 石川英郎
みほが憧れる人気タレント。みほにとってはこれまで憧れの存在でしかなかったが、ララとして芸能界に入ったことで彼と接していくこととなる。みほがあきると一緒に出演したテレビ番組の審査員として出演した際には、オヤジギャグを連発するという一面も（第5話）。人気があってルックスもいいだけに彼女がいるようにみえたが、第13話で彼が語ったところによれば「仕事が忙しくて彼女はいない」とのこと。現在は1人暮らしで自炊もしている。愛車はスポーツカータイプの赤い車。
みほが見ていた夢の中の世界「おもちゃの国」を舞台とした第15話では、彼とそっくりの姿をした王子様が登場。声もひろや役の石川が担当していた。
声を担当した石川は第17話で河童の取材を行うひろやについて「仕事選ばないのかなあ」と思ったという。また、「庶民的なアイドルって感じがしてよかった」とも語っている。

### その他の登場人物
不思議さん（ふしぎさん）
声 - 大林隆之介（現・大林隆介）
麦わら帽子に丸メガネ、黒いコートを着た正体不明の男。第1話でみほが見ていた夢で出会って以来、事あるごとに現れる。「不思議さん」とは、みほがつけた呼び名である。
第19話では、みほの姉・ちさや太郎も過去に彼と出会っていたことが明かされた。また、このとき彼が手にしているカバンにはみほがピグとモグからもらった魔法のペンとスケッチブックがたくさん中に入っていたほか、ピグとモグの卵も持っていた。
アフレコ時の思い出話として、声を担当した大林は「（主役の）大森玲子をからかうこと」と語っており、大森にとって大林は「不思議さん」ならぬ「いじめさん」だった。
今市（いまいち）
声 - 岩永哲哉
ちょっと気弱なところがある、ちさのボーイフレンド。さえない男といった印象から、ピグ曰く「なんとなく頼りなさそうなヤツ」。第2話ではちさと電話で話していた声のみだったが、第4話で初登場。恐竜の化石などに興味があり、日曜日にちさをデパートの恐竜展に連れて行き、デートしていた。父・洋一郎と一緒にデパートに来ていたみほはそれを目撃、彼女はララに変身してコンパニオンになりすまして偵察することになった。
第23話で彼がみほに語ったところによれば、交際するきっかけを作ったのはちさからとのことである。
星沢（ほしざわ）
声 - 有馬克明（現・織田優成）
高校野球の強豪高・PLO学園のエース。少年野球チーム「ブラッキーズ」所属の弟のコーチもしている。
第11話では、高校野球地区大会の始球式を務めたララに、ファンと称してサインを求めてきた。24話では、ファーストコンサートに向けたダンスの練習でしごかれ、疲れて公園のベンチで寝そべっていたララの前で素振りをしていた。そこでララから野球を続けてこられた理由を問われた彼は「“将来メジャーで活躍する”と思ってやってきた」と答えたことで、ララ（みほ）は自分の将来に疑問を抱くこととなった。
坂本 翔一（さかもと しょういち）
声 - 伊崎寿克
第16話から第18話に登場。3年前、父の田舎に来た際にみほが知り合ったイタズラ好きの少年。ミミズで驚かされた経験などから、みほは彼をSF映画の悪役になぞらえ「悪の帝王」、「ミミズベーダー」と呼んでいる。現在は中学生でサッカー部に所属し、女子からたくさんの声援を送られる人気者に。田舎に帰ってきたみほは、その姿を見て驚きを隠せなかった。
ガールフレンドは幼馴染のはるか（声 - 永田亮子）。翔一への思いを彼女から聞いていたみほは、ララに変身して2人の仲を取り持つことに。

## スタッフ
- 原作 - スタジオぴえろ
- 連載 - 月刊りぼん（集英社、漫画/春日るりか）
- 企画 - 大野実（読売広告社）、布川ゆうじ（スタジオぴえろ）、渡辺繁（バンダイビジュアル）
- シリーズ構成 - 望月智充
- キャラクターデザイン - 高田明美
- オープニングアニメーション - 大西貴子
- エンディングアニメーション - もりやまゆうじ
- 美術監督 - 長崎斉
- 撮影監督 - 沖野雅英
- 音響監督 - 若林和弘
- 音楽 - 大島ミチル
- 音楽プロデューサー - 藤田昭彦（ユーメックス）
- プロデューサー - 芦田順司（テレビ大阪）、池田慎一（読売広告社）、深草礼子（スタジオぴえろ）、池口和彦（バンダイビジュアル）
- 監督 - 大森貴弘
- 原画 - 宮川治雄、本山浩司、橋本淳一 他
- 動画 - 大庭厚志、橋本香織、成宝洋行 他
- 背景 - みにあーと（和田いずみ）、京都アニメーション、本間匠 他
- 小物設定 - 南伸一郎
- 色指定 - 海鉢重信
- 動画チェック - 児玉八重子
- 特殊効果 -　池田健司、田口史恵
- C.G.I - ぴえろD.A.R（ぴえろデジタルアニメーションルーム）、小柳和子
- 仕上検査 - 岡弘行、鈴木美穂 他
- 仕上 - 小野香織、成宝洋行 他
- 撮影 - ティ・ニシムラ（勝又雄一、久木香代）他
- 編集 - ジェイ・フィルム（関一彦、小林容子）
- ビデオ編集 - 株式会社キュー・テック（今塚誠、稲見成彦）
- 現像 - IMAGICA
- 音響効果 - 野口透（アニメサウンドプロダクション）
- 調整 - 内田誠（OPレクイエムスタジオ）
- オペレーター - 大坪恵美（OPレクイエムスタジオ）
- 録音スタジオ - OPレクイエムスタジオ
- 録音制作 - オムニバスプロモーション
- 広報 - 大池博（テレビ大阪）、内田博道（ぴえろプロジェクト）
- アイテムデザイン協力 - キッズマップスタジオ
- 制作デスク - 小澤一由
- 設定進行 - 坂中恒利
- 制作進行 - 小松恵太
- タイトル - マキ・プロダクション、F2
- アニメーション制作 - スタジオぴえろ
- 制作 - テレビ大阪、読売広告社、バンダイビジュアル
- 制作形態 - カラー35ミリフィルム、磁気音声、ステレオ、放送マザーはD-2デジタルVTRを使用

## 主題歌・挿入歌
オープニングテーマ - 「La La La 〜くちびるに願いをこめて〜」
作詞 - 大森祥子 / 作曲 - 池毅 / 編曲 - カラードマーケット / 歌 - 大森玲子
エンディングテーマ - 「しあわせな き・ぶ・ん」
作詞・作曲 - 松浦有希 / 編曲 - カラードマーケット / 歌 - 大森玲子
オープニング・エンディングアニメーションの作画はもりやまゆうじ、大西貴子が担当している。
オープニングはララが歌を歌うシーンから始まり、ララへの変身シーンを交えながらみほやララを取り巻くキャラクターを映した後、自宅に帰宅したみほの誕生日を家族やクラスメイトが祝福するというもの。
エンディングはララの歌唱シーンがメインとなっている。また、第9話・第15話・第24話・最終話では、本編ラストで曲のイントロが流れ出し、そのままエンディングへと移る方式がとられている。最終話では、みほが自宅の2階にある庭に設置されたブランコで歌を歌うという特別バージョンが使用され、これまでの主なキャストや多数のスタッフがクレジットされた。
挿入歌
「トランス・パランス」
作詞・作曲 - 松浦有希 / 編曲 - 信田かずお / 歌 - ファンシーララ（大森玲子）
劇中ではララのデビュー曲として使用された。第24話では、ファーストコンサート開催までの様子をミュージッククリップのように見せる演出としても使用された。
「太郎18番」
作詞・作曲 - 山崎たかし / 編曲 - 大島ミチル / 歌 - 吉田太郎（山口勝平）
第9話で落ち込んだみほを元気付けようと、太郎が歌った曲。
「春色フォトグラフ」
作詞 - 柚木美祐 / 作曲 - 松原みき / 編曲 - 山中紀昌 / 歌 - 夢野美樹（草地章江）
第10話で夢野美樹の新曲として登場。
「JEWERLY LOVE」
作詞 - 大森祥子 / 作曲 - 池毅 / 編曲 - 戸塚修 / 歌 - 相川ひろや（石川英郎）
第15話でひろやが歌った曲。
「ハミング」
作詞 - 柚木美祐 / 作曲 - 池毅 / 編曲 - 戸塚修 / 歌 - 篠原みほ（大森玲子）
第18話で、祖父母のいる田舎に帰省したみほが歌を歌う場面で使用された。
「さよならのKiss」
作詞 - 佐藤朱美 / 作曲 - 芹沢和則 / 編曲 - 戸塚修 / 歌 - 夢野美樹（草地章江）
第24話でラジオのリスナーからのリクエスト曲との設定で使用されたが、劇中ではメロディーのみが放送された。

## 各話リスト
本作品の放送に先駆け、1998年3月28日には『アニメなわけ 〜ララにきいてよ〜』が放送された。みほ（ララ）役の大森玲子がぴえろを訪問し、本作品の制作現場を見学するという内容で、大森がセル画の色塗りに挑戦する様子などが映された。
| 話数 | 放送日        | サブタイトル               | 脚本         | コンテ          | 演出       | 作画監督       | 美術       |
| ---- | ------------- | -------------------------- | ------------ | --------------- | ---------- | -------------- | ---------- |
| 1    | 1998年 4月5日 | みほ、華麗なる変身!        | 望月智充     | 大森貴弘        | 大森貴弘   | 大西貴子       | 長崎斉     |
| 2    | 4月12日       | ララの原宿デビュー!        | 望月智充     | 石原立也        | 島美子     | 池田和美       |            |
| 3    | 4月19日       | どきどきテレビ出演!        | 横山雅志     | 久米一成        | 久米一成   | 久米一成       | 一色美緒   |
| 4    | 4月26日       | ダブルデートの日曜日       | 村井さだゆき | 石踊宏          | 高田淳     | 柳瀬雄之       |            |
| 5    | 5月3日        | みほとララの多忙な一日     | 荒木憲一     | 山崎たかし      | 山崎たかし | 南伸一郎       | 高木佐和子 |
| 6    | 5月10日       | ララはライバル?            | 横山雅志     | 島美子          | 島美子     | 池田和美       |            |
| 7    | 5月17日       | 恐怖のもっこ当番           | 望月智充     | 池端隆史        | 矢野篤     | 林桂子         | 一色美緒   |
| 8    | 5月24日       | チビ猫リルと魔法のひみつ   | 村井さだゆき | うえだひでひと  | 高田淳     | 大西貴子       |            |
| 9    | 5月31日       | 歌手になんてなれない!      | 荒木憲一     | 山崎たかし      | 山崎たかし | 南伸一郎       | 谷口美智子 |
| 10   | 6月7日        | すったもんだのキャンペーン | 横山雅志     | 島美子          | 島美子     | 池田和美       |            |
| 11   | 6月14日       | 華麗なるピンチヒッター     | 望月智充     | 石踊宏          | 高田淳     | 佐々木かづひろ | 大岩里枝子 |
| 12   | 6月21日       | あなたはだあれ?            | 村井さだゆき | 箕ノ口克己      | 箕ノ口克己 | 柳瀬雄之       |            |
| 13   | 6月28日       | ララとひろやのスキャンダル | 横山雅志     | 山崎たかし      | 山崎たかし | 南伸一郎       | 高木佐和子 |
| 14   | 7月5日        | おもちゃの国のみほ         | 荒木憲一     | 松本淳          | 渡辺健一郎 | 大西貴子       | 谷口美智子 |
| 15   | 7月12日       | その夢は終わらない         | 望月智充     | 島美子          | 島美子     | 池田和美       |            |
| 16   | 7月19日       | みほの最初の一人旅         | 村井さだゆき | 高田淳          | 高田淳     | 佐々木かづひろ |            |
| 17   | 7月26日       | カッパが出てきた日         | 荒木憲一     | 箕ノ口克己      | 箕ノ口克己 | 柳瀬雄之       | 大岩里枝子 |
| 18   | 8月2日        | ララは恋のキューピッド     | 横山雅志     | うえだひでひと  | 島美子     | 池田和美       |            |
| 19   | 8月9日        | お姉ちゃんの忘れ物         | 望月智充     | 池端隆史        | 池端隆史   | 南伸一郎       | 一色美緒   |
| 20   | 8月16日       | お母さんと一緒!?           | 村井さだゆき | 山崎たかし      | 山崎たかし | 大西貴子       |            |
| 21   | 8月23日       | 朝霞先生の恋人?            | 横山雅志     | 高田淳          | 高田淳     | 南伸一郎       | 谷口美智子 |
| 22   | 8月30日       | スクープ! ララの正体       | 荒木憲一     | 大畑清隆        | 大畑清隆   | くわがたこうじ | 高木佐和子 |
| 23   | 9月6日        | お姉ちゃんのボーイフレンド | 望月智充     | 大森貴弘 島美子 | 島美子     | 池田和美       |            |
| 24   | 9月13日       | ララのファーストコンサート | 村井さだゆき | 池端隆史        | 池端隆史   | 南伸一郎       |            |
| 25   | 9月20日       | 消えてしまったララ         | 望月智充     | うえだひでひと  | 渡辺健一郎 | 清水健一       |            |
| 26   | 9月27日       | みんな大好き!              | 望月智充     | 大森貴弘        | 大森貴弘   | 大西貴子       | 大岩里枝子 |

## 漫画版
春日るりか原作の同名の漫画作品が『りぼん』1998年5月号から11月号、および同年発行された「夏休みおたのしみ増刊号」に連載された。単行本全2巻。
基本的キャラクターや、スケッチブックとペンで変身する設定は同じだが、キャラクターデザイン、それにみほが漫画好きという描写がないなどといったキャラクター設定など、一部にテレビシリーズとの相違点も見られる。